# Juan José Zúñiga Macías
Juan José Zúñiga Macías (Uncía, Província de Rafael Bustillo, Bolívia, 30 de setembre de 1968) és un exmilitar bolivià, que va exercir el càrrec de comandant general de l'Exèrcit de Bolívia des de novembre de 2022 fins a la seva destitució al juny de 2024. Va ser un dels principals líders, el més visible, de l'intent de cop d'Estat del 26 de juny de 2024 en contra del govern de Luis Arce.

## Trajectòria
Després de realitzar la seva formació primària i secundària al Col·legi Ayacucho, el 1986 va obtenir el títol de batxiller. Va continuar amb els seus estudis superiors, aconseguint ingressar el 1987 al Col·legi Militar de l'Exèrcit (COLMIL) i el 1990 diplomar-se amb el grau de sotstinent, assolint el lloc número 48 d'entre els 65 oficials graduats de la seva promoció. Expert en intel·ligència militar, va tenir relació amb diversos moviments socials i sindicats pel qual se'l va arribar a anomenar com a general del poble.

### Carrera militar (1990-2024)
Va realitzar la seva carrera militar ascendint el 1995 al grau de tinent, el 2000 a capità, el 2005 a major, el 2010 a tinent coronel, el 2015 a coronel i, finalment, el 2020 va ascendir a general. Va ocupar diversos llocs al llarg de la seva trajectòria militar, entre ells, el grau de coronel, el de comandant del regiment REIM-23 «Max Toledo» entre 2012 i 2013. Després, va ser designat com a cap d'Estat Major i ascendit al grau de general de brigada.
L'1 de novembre de 2022, amb el govern del president Luis Arce, va ser nomenat comandant general de l'Exèrcit de Bolívia; al gener de 2024 va ser ratificat en el càrrec pel mateix mandatari. El 2023 va manifestar que havia estat humiliat i castigat al govern de l'expresidenta Jeanine Áñez que l'havia titllat de «perillós» assegurant que «va aconseguir arribar a la comandància de l'Exèrcit trencant una lògica de castes i lògies» i qualificant de «cop d'estat» els fets ocorreguts al país el 2019.

### Destitució i intent de cop d'Estat

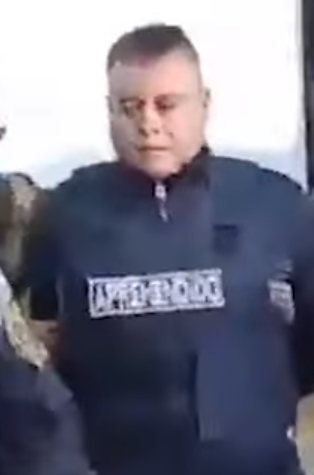
Zúñiga, després de ser detingut per la policia boliviana.

Va ser rellevat del seu càrrec de comandant general després d'una sèrie d'amenaces del 24 de juny de 2024, a través d'una entrevista televisiva, proferides contra l'expresident de Bolívia Evo Morales. En elles, el va qualificar de «traïdor» i el va acusar de tramar l'«escurçament del mandat» del president Arce, al mateix temps que va afirmar que la Constitució de Bolívia impediria que Morales tornés al poder davant la seva pretensió de postular-se novament per a les eleccions de 2025. Previ a això, va ser acusat per Morales de ser el comandant de l'organització paramilitar Pachajcho, presumptament conspirant per a eliminar-ho com a part d'un «pla negre» contra líders cocalers i opositors polítics.
El dimarts 25 de juny va ser destituït i rellevat a causa dels exabruptes contra Morales llançats en aquella entrevista televisiva. Líders de l'esquerra que conformen el Grup de Puebla van pressionar a Arce per a la seva destitució.
L'endemà, el 26 de juny, ja rellevat i destituït, va dur a terme infructuosament un intent de cop d'Estat, fet pel qual va ser desposseit del seu grau, donat de baixa i empresonat.

## Polèmiques
El 2013 va sortir a la llum un informe, atribuït al sotsoficial Porfirio Quispe, que l'acusava de malversació econòmica d'un fons valorat en 2,7 milions de Bs., destinat als programes de govern Bono Juancito Pinto per a infants d'educació primària, la Renda Dignitat (una pensió per a majors de 60 anys) i viàtics militars, per la qual cosa se'l va empresonar set dies.
El general Luis Begazo el va acusar d'estar involucrat en activitats il·lícites transfrontereres de narcotràfic des de la gestió de l'expresident Evo Morales.
També se l'ha vinculat amb un grup de poder dins de l'exèrcit que feia tasques d'intel·ligència i facilitava el contraban a les fronteres. Aquest grup se'l denominava «Pachajchos» i es va constituir com un grup tancat de pressió dins de la cúpula de l'exèrcit bolivià. El 2022, Evo Morales va denunciar públicament que Zúñiga i el grup Pachajchos estaven executant un «pla negre»i per a desacreditar la seva imatge. Des de 2022 manté una postura enfrontada a Evo Morales en què ha arribat a manifestar en declaracions a mitjans de comunicació el dilluns 24 de juny de 2024 que: «legalment Evo Morales està inhabilitat .../... L'Exèrcit i les Forces Armades tenen la missió de fer respectar i complir la Constitució, aquest senyor (Morales) no pot tornar a ser president del país».